# Walter Chiari
Pour les articles homonymes, voir Chiari (homonymie).
Walter Chiari, de son vrai nom Walter Annichiarico, né le 2 mars 1924 à Vérone (Italie) et mort le 20 décembre 1991 à Milan (Italie), est un acteur et homme de télévision italien.

## Filmographie partielle

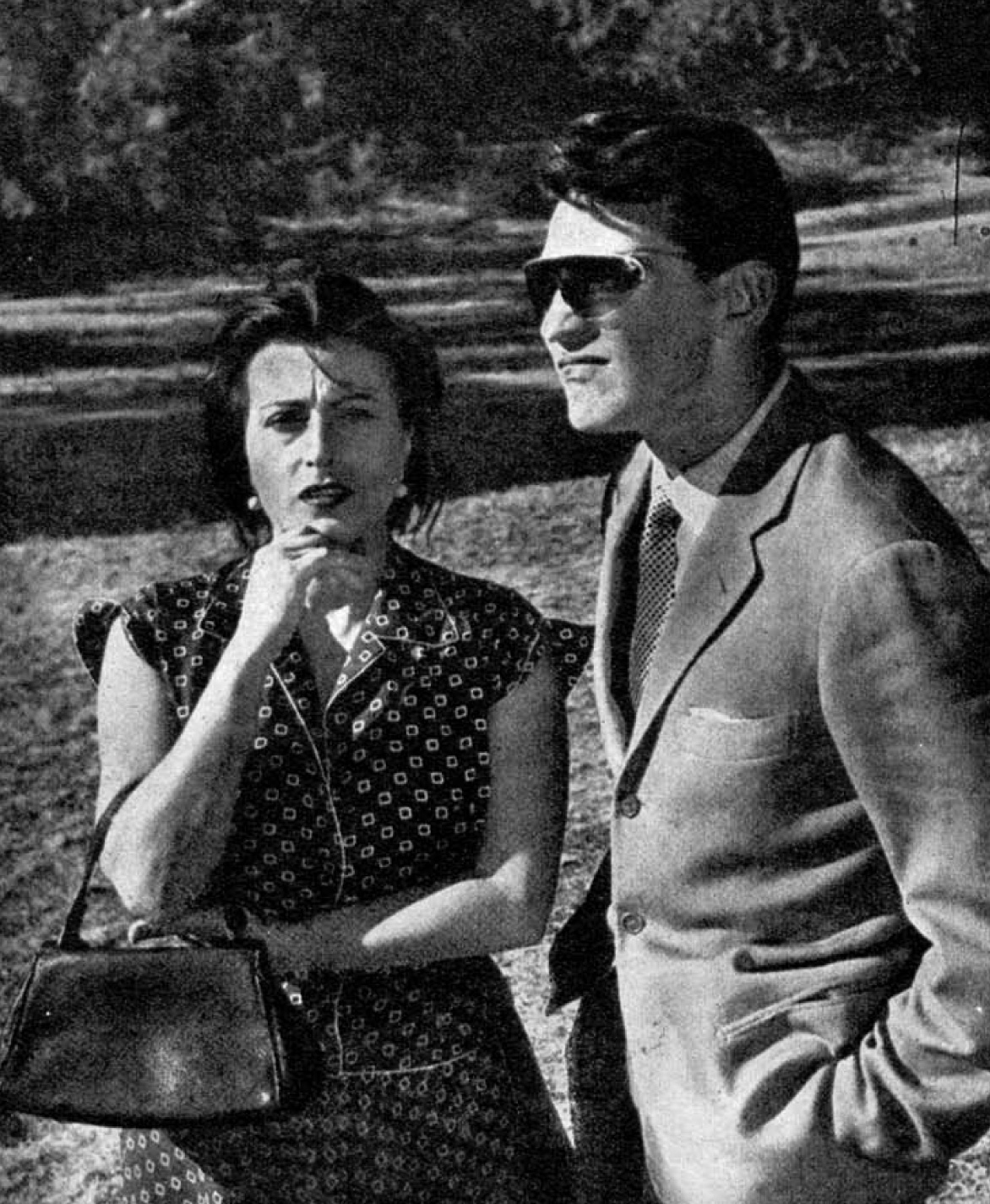
Anna Magnani et Walter Chiari dans Bellissima de Luchino Visconti en 1951.

- 1948 : Che tempi! de Giorgio Bianchi
- 1948 : Totò au Tour d'Italie (Totò al giro d'Italia) de Mario Mattoli
- 1950 : Mon frère a peur des femmes (L'inafferrabile 12) de Mario Mattoli :  Carletto Esposito / Brandoletti
- 1951 : Quelles drôles de nuits (Era lui... sì! sì!) de Marino Girolami, Marcello Marchesi et Vittorio Metz : Walter Milani
- 1951 : Il padrone del vapore de Mario Mattoli
- 1951 : Bellissima de Luchino Visconti
- 1951 : Les nôtres arrivent (Arrivano i nostri) de Mario Mattoli
- 1952 : L'Héritier de Zorro (Il Sogno di Zorro) de Mario Soldati : Don Raimundo Esteban
- 1952 : Cinque poveri in automobile de Mario Mattoli
- 1952 : Vengeance sarde (Vendetta... sarda) de Mario Mattoli
- 1952 : Viva il cinema! de Giorgio Baldaccini et Enzo Trapani
- 1952 : La Minute de vérité de Jean Delannoy : un client du cabaret
- 1954 : Les Gaîtés de la correctionnelle (Un giorno in pretura'') de Steno
- 1955 : Le Village magique de Jean-Paul Le Chanois : Momo
- 1955 : Nana de Christian-Jaque : Fontan
- 1955 : Je suis un sentimental de John Berry : Dédé la couleuvre
- 1957 : La Petite Hutte (The Little Hut) de Mark Robson : Mario
- 1958 : Bonjour tristesse d’Otto Preminger : Pablo
- 1958 : Premier mai de Luis Saslavsky : Gilbert
- 1959 : Les Surprises de l'amour (Le sorprese dell'amore) de Luigi Comencini : Ferdinando
- 1960 : Ces sacrées Romaines (I baccanali di Tiberio) de Giorgio Simonelli : Cassio
- 1960 : Un mandarino per Teo de Mario Mattoli
- 1962 : Deux contre tous (Due contro tutti) d'Alberto De Martino et Antonio Momplet
- 1962 : Copacabana Palace de Steno : Ugo
- 1963 : L'Appartement du dernier étage (L'attico) de Gianni Puccini : Gabriele
- 1963 : Les Motorisées (Le motorizzate) de Marino Girolami
- 1963 : Le Jour le plus court (Il giorno più corto commedia umoristica) de Sergio Corbucci : l’avocat de la défense
- 1963 : Les Femmes des autres (La rimpatriata) de Damiano Damiani : Cesarino
- 1963 : Objectif jupons (Obiettivo ragazze) de Mario Mattoli
- 1963 : Gli onorevoli de Sergio Corbucci
- 1965 : Le Corniaud de Gérard Oury
- 1965 : Falstaff d'Orson Welles : Monsieur Silence
- 1966 : La Conquête du bout du monde (They're a Weird Mob) de Michael Powell : Nino Culotta
- 1966 : Moi, moi, moi et les autres (Io, io, io... e gli altri) d'Alessandro Blasetti
- 1969 : Gonflés à bloc (Monte Carlo or Bust) de Ken Annakin : Angelo Pincelli
- 1972 : Cosa Nostra (The Valachi Papers) de Terence Young : Gap
- 1974 : Zig-Zig de László Szabó : Walter, le clochard
- 1974 : Amore mio non farmi male de Vittorio Sindoni : Paolo De Simone

## Au cinéma
En 2012, le réalisateur italien Enzo Monteleone a réalisé un film biographique intitulé Walter Chiari - Fino all'ultima risata.